# جان ماريك
جان ماريك (بالإنجليزية: Jan Marek)‏ هو لاعب هوكي الجليد أمريكي، ولد في 25 يوليو 1947 في تشيكوسلوفاكيا.

## وصلات خارجية
- جان ماريك على موقع HockeyDB.com (الإنجليزية)